# David Darmon
David Darmon est un footballeur français, né le 11 mars 1974 à Sète en France, qui évolue au poste de milieu de terrain.

## Biographie
David Darmon évolue en France et en Espagne.
Il dispute un total de 124 matchs en deuxième division française, inscrivant deux buts, et 117 matchs en deuxième division espagnole, marquant deux buts.
Il atteint les demi-finales de la Coupe de France en 1999 avec le Nîmes Olympique, en étant battu par le FC Nantes.
Il participe avec le FC Gueugnon au premier tour de la Coupe de l'UEFA en septembre 2000.